# Переднепфальцский диалект
Переднепфальцский диалект (нем. Vorderpfälzisch) — диалект немецкого языка, принадлежащий к пфальцским диалектам рейнско-франкской группы. Распространён преимущественно в Рейнланд-Пфальце, частично на юге Гессена, в северном Бадене, на северо-востоке Франции. Носители диалекта, с XVIII века покинувшие Пфальц и переселившиеся в Пенсильванию, стали носителями современного пенсильванско-немецкого диалекта (Pennsylvania Dutch или Pennsylvania German).
Границы диалекта не определены с достаточной точностью, однако принято считать основной территорией распространения диалекта Передний Пфальц, а также некоторые граничащие области. В рамках переднепфальцского различают ещё несколько малых диалектов: эльзасско-пфальцский (Elsässisch-Pfälzisch), хардтгебиргский (Haardtgebirgisch), людвигсхафенский (Ludwigshafenerisch), вормский (Wormserisch) и шпайерско-ландауский (Speyerisch-Landauisch).